# Championnat de Tunisie masculin de handball 1983-1984
Navigation
Saison précédente Saison suivante
La saison 1983-1984 du championnat de Tunisie masculin de handball est la 29e édition de la compétition.
Elle est marquée par l'arrivée d'entraîneurs polonais à la tête de trois grands clubs, l'Espérance sportive de Tunis, le Club africain et l'Association sportive d'Hammamet. Malgré la forte concurrence et aucun recrutement, l'Espérance sportive de Tunis reste sereine et écarte ses plus grands rivaux, le Club africain qui revient au premier plan, en championnat, et l’Étoile sportive du Sahel en finale de la coupe de Tunisie. Il s'agit donc de son treizième doublé championnat-coupe de Tunisie et son quatorzième championnat consécutif. Le Club africain est à la fois dauphin du championnat et finaliste de la coupe.
En bas du tableau, l'Association sportive des PTT n'arrive pas à se maintenir parmi l'élite et rétrograde en compagnie du Club olympique des transports.

## Clubs participants
| - Espérance sportive de Tunis - Club africain - Club sportif de Hammam Lif - El Makarem de Mahdia - Sporting Club de Moknine - Association sportive d'Hammamet - Stade tunisien | - Étoile sportive du Sahel - Jeunesse sportive kairouanaise - El Baath sportif de Béni Khiar - Club olympique des transports - Club sportif hilalien - Association sportive des PTT - Union sportive monastirienne |

## Compétition
Le barème de points servant à établir le classement se décompose ainsi :
- Victoire : 3 points
- Match nul : 2 points
- Défaite : 1 point
- Forfait et match perdu par pénalité : 0 point

### Classement
|    | Équipe                             | Pts | J  | G  | N | P       | Bp  | Bc  | Diff |
| -- | ---------------------------------- | --- | -- | -- | - | ------- | --- | --- | ---- |
| 1  | Espérance sportive de Tunis (T, C) | 73  | 26 | 22 | 3 | 1       | 509 | 402 | 107  |
| 2  | Club africain                      | 68  | 26 | 20 | 2 | 4       | 564 | 473 | 91   |
| 3  | Stade tunisien                     | 59  | 26 | 16 | 1 | 9       | 495 | 466 | 29   |
| 4  | Association sportive d'Hammamet    | 57  | 26 | 14 | 3 | 9       | 600 | 561 | 39   |
| 5  | Étoile sportive du Sahel           | 52  | 26 | 12 | 2 | 12      | 490 | 464 | 26   |
| 6  | Union sportive monastirienne (P)   | 52  | 26 | 13 | 0 | 13      | 583 | 584 | -1   |
| 7  | Club sportif de Hammam Lif         | 50  | 26 | 10 | 4 | 12      | 570 | 554 | 16   |
| 8  | El Baath sportif de Béni Khiar     | 49  | 26 | 10 | 3 | 13      | 464 | 476 | -12  |
| 8  | Sporting Club de Moknine           | 49  | 26 | 10 | 3 | 13      | 534 | 544 | -10  |
| 10 | El Makarem de Mahdia               | 48  | 26 | 10 | 3 | 13 (1F) | 424 | 460 | -36  |
| 11 | Club sportif hilalien              | 48  | 26 | 9  | 4 | 14      | 502 | 533 | -31  |
| 12 | Jeunesse sportive kairouanaise     | 47  | 26 | 9  | 3 | 14      | 440 | 482 | -42  |
| 13 | Association sportive des PTT (P)   | 44  | 26 | 8  | 2 | 16      | 523 | 541 | -18  |
| 14 | Club olympique des transports      | 30  | 26 | 2  | 1 | 23(1F)  | 437 | 585 | -148 |

|  | Champion de Tunisie 1983-1984                                                                |
|  | Relégation directe en deuxième division                                                      |
|  | (T) Tenant du titre (C) Vainqueur de la coupe de Tunisie (P) Club promu de deuxième division |

### Division d'honneur
El Menzah Sport, champion de la poule Nord, accède pour la première fois en division nationale, alors que le Club sportif sfaxien, qui remporte le match d'appui contre l'Association sportive des PTT de Gabès pour l'octroi du titre de la poule Sud, revient, quatre ans après, parmi l'élite.

## Champion
- Espérance sportive de Tunis
  - Entraîneur : Wladyslaw Piatkowski
  - Effectif : Habib Yagouta, Moncef Besbes et Ali Habibi (GB), Rachid Hafsi, Khaled Achour, Fawzi Sbabti, Mohamed Klaï (alias Lassoued), Zouhair Khenissi, Mondher Landoulsi, Néjib Glenza, Lotfi Rebaï, Lotfi Tabbiche, Lotfi Megdiche[1], Chedly Moussa[2], Chaker Khenissi, Faouzi Khiari, Karim Sayem, Hassen Ben Ismaïl